# Roberto Bracco
Roberto Bracco (10. listopadu 1861 Neapol – 20. dubna 1943 Sorrento) byl italský spisovatel, dramatik, básník, novinář a hudební a divadelní kritik.

## Život

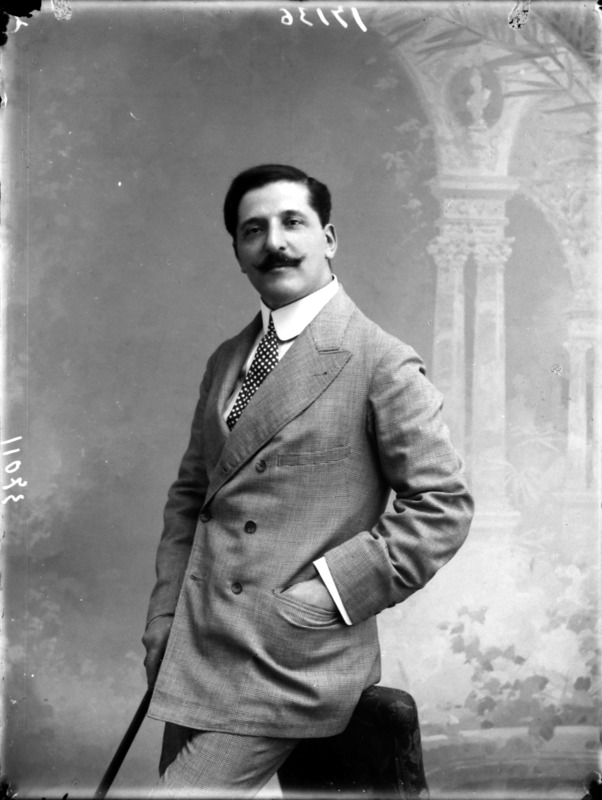
Roberto Bracco

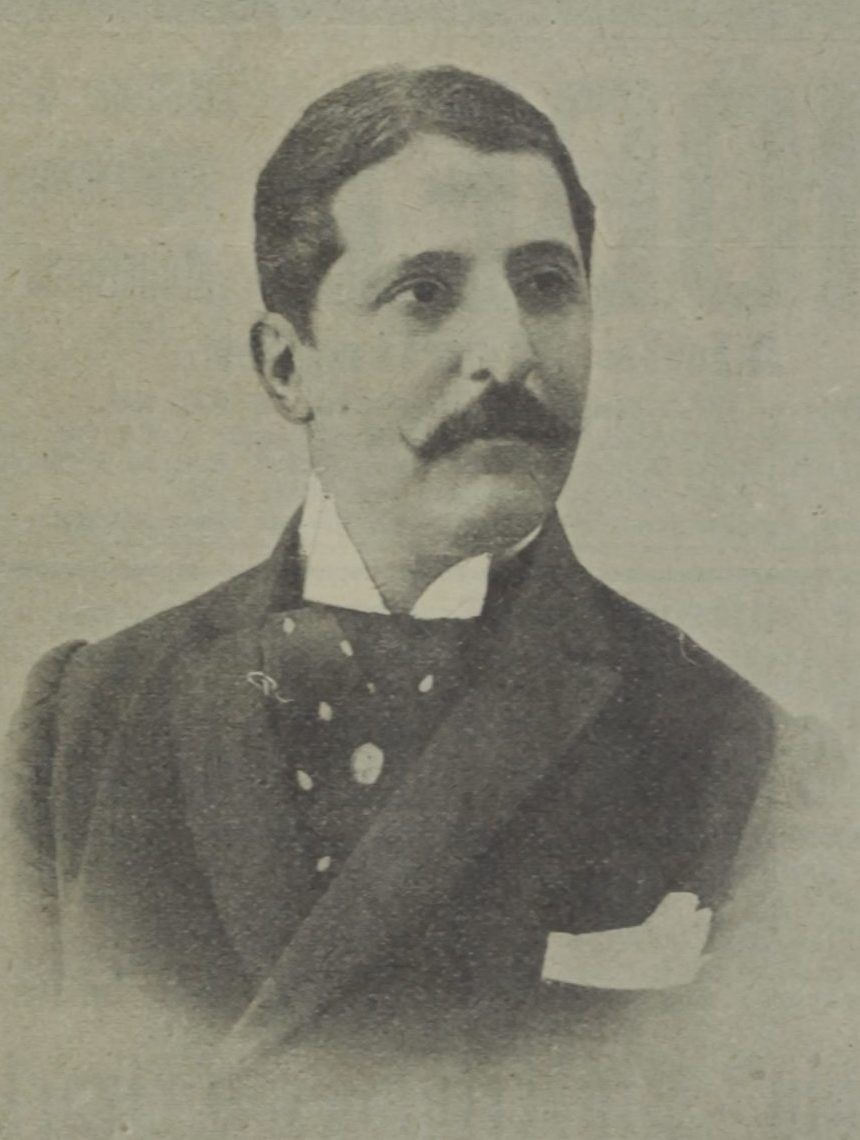
Roberto Bracco roku 1901

Narodil se v rodině architekta Achille Bracca a Rosy rozené De Ruggero. 
Propagoval ibsenismus a wagnerismus a působil jako brilantní hudební a divadelní kritik v mnoha jihoitalských listech. Debutoval roku 1879 krátkým románem Una parentesi (Závorka). Roku 1924 byl zvolen poslancem za antifašistickou opozici a jeho hry byly zakázány. Psal romantická dramata, milostné komedie s jiskřivými dialogy a s určitou dávkou psychologického realismu. Později byl ovlivněn psychoanalýzou, psal o světě společenských vyděděnců a o bezvýchodnosti jejich osudu. Řada jeho her byla zfilmována a podílel se na scénářích mnoha z nich.
Je také autorem několika úspěšných písní, například Salamelic (1882), Comme te volo amà (1887), Tarantì tarantella (1889), Africanella (1894), Tarantella ntussecosa (1895) a Sentinella (1917).
Šestkrát byl nominován na Nobelovu cenu za literaturu.

## Výběrová bibliografie

### Divadelní hry
- Maschere (1893, Masky), jednoaktovka zaměřující se zejména na dopad sebevraždy ženy na jejího manžela a dceru
- Una donna (1894, Žena), romantické drama o mladé ženě z vyšší třídy, která bojuje proti přísným zvyklostem doby, aby našla svou nezávislost a štěstí
- L'Infedele (1894, Nevěrná), komedie
- Il trionfo (1895, Triumf), drama zkoumající témata přátelství, lásky a složitosti lidských vztahů
- Don Pietro Caruso (1896), hra ze světa společenských vyděděnců
- Uno degli onesti (1900, Není nad počestnost), komedie
- Tragedie dell’anima (1900, Tragédie duše), drama nastolující témata lásky a zrady, nevěry, morálky a boje o vykoupení
- Il diritto di vivere (1900, Právo na život), drama zobrazující konflikt mezi rodinnými tradicemi a touhou mladých protagonistů po svobodě a nezávislosti
- Maternità (1903, Mateřství), drama zpracovávající téma mateřství chápaného – v dnes již zcela zastaralém pojetí  jako vykoupení ženské svobody
- Il frutto acerbo (1904, Zelené ovoce), komedie
- Notte di neve (1906, Sněhová noc), drama líčí historii páru, který čelí drsné realitě chudoby a rodinného napětí
- Sperduti nel buio (1907, Ztraceni ve tmě), protest proti bezvýchodnosti života společenských vyděděnců
- I fantasmi (1907, Duchové), drama zabývající se konflikty v rodině plynoucí ze smrtelné nemoci jednoho z jejích členů
- Il piccolo santo (1909, Malý svatý), drama zabývající se tématy víry, povahy zázraků a výzev lidských vztahů
- Nellina (1910), drama s tématy moci, závislosti a vzpoury
- Il perfetto amore (1916, Pravá láska), drama lásky a zrady
- La principessa (1916, Princezna), komedie
- I pazzi (1922, Blázni), drama zabývající se složitými tématy příčetnosti a šílenství, lidských emocí a mezilidských vztahů
- Sarà stato Giovannino (1933, Musel to být Giovannino), komedie, společně s Paolou Riccorou.
- Angelina mia (1934), komedie, společně s Paolou Riccorou

### Próza
- Una parentesi (1979, Závorka), krátký román, autorův debut
- Smorfie umane (1905, Lidské úšklebky), sbírka povídek
- Smorfie gaie (1909, Veselé úšklebky), sbírka povídek.
- Smorfie tristi (1909, Smutné úšklebky), sbírka povídek

### Básně
- Vecchi versetti (1908, Staré básně), básnická sbírka

### Eseje
- Spiritismo di Baby (1886, Spiritismus dítěte)
- Nel mondo della donna (1906, Ve světě žen), feministické rozhovory
- Tra le Arti e gli Artisti (1918, Mezi uměním a umělci)
- Tra gli uomini e le cose (1921, Mezi lidmi a věcmi)

### Hudební libreta
- Le disilluse (1889, Zklamaný), k opeře Maria Costy
- Sperduti nel buio (1907, Ztraceni v temnotě), k opeře Stefana Donaudyho
- Pulcinella innamorato (1907, Zamilovaný Pulicinella), ke skladbě Julesa Burgmeina (pseudonym Giulia Ricordiho)

## Vybraná filmografie jeho her

### Němé filmy
- Il diritto di vivere (1912, Právo na život), režie Roberto Troncone
- Sperduti nel buio (1914, Ztraceni ve tmě), režie Nino Martoglio, film je známý také pod názvem Lost in the Dark. Poslední známá kopie tohoto filmu byla zničena nacistickými německými silami během druhé světové války
- Don Pietro Caruso (1916), režie Emilio Ghione
- Nei labirinti di un'anima (1917 V labyrintu duše), režie Guido Brignone
- La principessa (1917, Princezna), režie Camillo De Riso
- Maternità (1917, Mateřství), režie Ugo De Simone
- Una donna (1917, Žena), režie Mario Gargiulo
- Il perfetto amore (1918, Pravá láska), režie Guido Brignone
- Il piccolo santo (1920, Malý svatý), režie Ugo Falena
- Nellina (1920), režie Gustavo Serena
- Notte di neve (1921, Sněhová noc), režie Giulio Tanfani-Moroni

### Filmy
- Sono stato io! (1937, To jsem byl já!) Podle hry Sarà stato Giovannino, režie Raffaello Matarazzo
- Sperduti nel buio (1947, Ztraceni ve tmě), režie Camillo Mastrocinque

### Televizní film
- Angelina mia (1962), režie Carlo Lodovici

## Česká vydání
- Masky: drama o jednom dějství. Praha: Jan Otto 1894?, přeložil Jaromír Borecký
- Není nad počestnost: komedie o jednom dějství. Karlín: Mamert Knapp 1901, přeložil Hanuš Hackenschmied
- Novelly. Praha: Alois Hynek, 1910, přeložil a předmluvou opatřil Hanuš Hackenschmied[5]
- Žena a jiné novelly. Praha: Jan Otto 1910, přeložil a předmluvou opatřil Hanuš Hackenschmied[6]
- Boj – in 1000 nejkrásnějších novell 1000 světových spisovatelů č. 11. Praha: J. R. Vilímek 1911, úvod František Sekanina, přeložil Hanuš Hackenschmied, s. 61–83
- Pravá láska: dialog o 3 dějstvích. Praha: František Švejda asi 1925, přeložil Karel Mašek[7]